# Calitzdorp
Calitzdorp is een agrarisch stadje in de provincie West-Kaap (Zuid-Afrika), ongeveer halverwege tussen Ladismith en De Hoop. Door Calitzdorp loopt de bekende provinciale weg R62. Fruitteelt en wijnbouw spelen een belangrijke rol in de economie van de stad. Haar portwijnen zijn meerdere malen bekroond, zodat Calitzdorp zich de "Portwijnhoofdstad van Zuid-Afrika" noemt. Calitzdorp behoort tot de gemeente Kannaland dat onderdeel van het district Tuinroute is.

## Zie ook

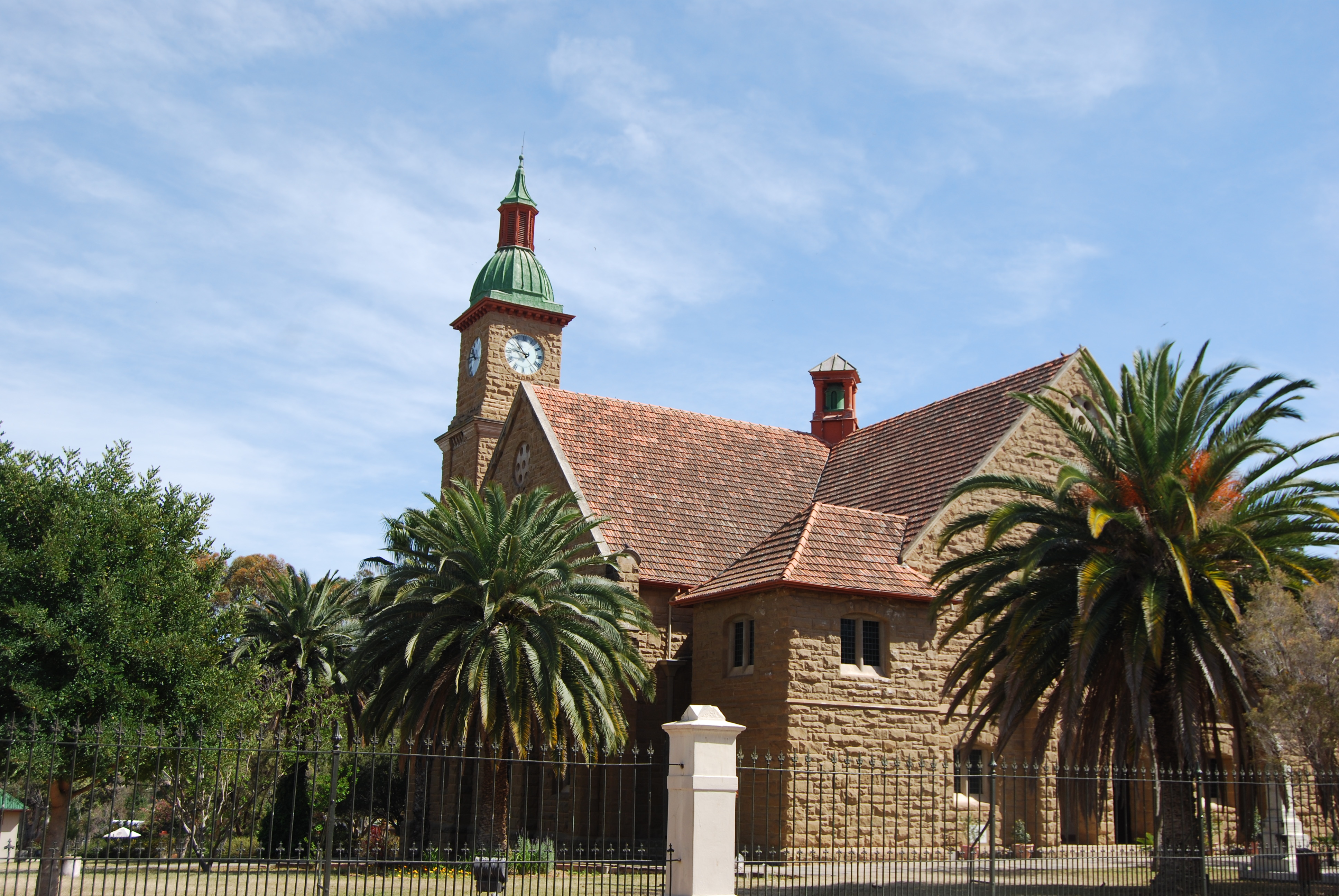
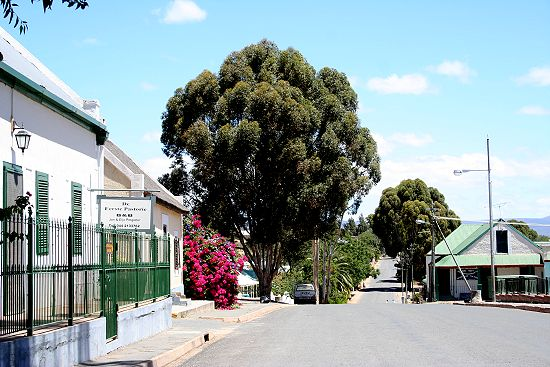

## Grootste subplaatsen (Sub Place)
Bergsig